# Município Luquembo
Município Luquembo är en kommun i Angola.   Den ligger i provinsen Malanje, i den centrala delen av landet, 500 km öster om huvudstaden Luanda.
I omgivningarna runt Município Luquembo växer huvudsakligen savannskog. Runt Município Luquembo är det glesbefolkat, med 15 invånare per kvadratkilometer.